# True Blood/Episodenliste

Logo zur Serie

Diese Episodenliste enthält alle Episoden der US-amerikanischen Mysteryserie True Blood (Anhörenⓘ), sortiert nach der US-amerikanischen Erstausstrahlung. Zwischen 2008 und 2014 entstanden in insgesamt sieben Staffeln 80 Episoden mit einer Länge von jeweils etwa 55 Minuten.

## Übersicht
| Staffel | Episodenanzahl | Literaturvorlage            | Erstausstrahlung USA | Erstausstrahlung USA | Deutschsprachige Erstausstrahlung | Deutschsprachige Erstausstrahlung |
| Staffel | Episodenanzahl | Literaturvorlage            | Staffelpremiere      | Staffelfinale        | Staffelpremiere                   | Staffelfinale                     |
| ------- | -------------- | --------------------------- | -------------------- | -------------------- | --------------------------------- | --------------------------------- |
| 1       | 12             | Vorübergehend tot           | 7. September 2008    | 23. November 2008    | 11. Mai 2009                      | 15. Juni 2009                     |
| 2       | 12             | Untot in Dallas             | 14. Juni 2009        | 13. September 2009   | 13. Februar 2010                  | 20. März 2010                     |
| 3       | 12             | Club Dead                   | 13. Juni 2010        | 12. September 2010   | 4. November 2010                  | 9. Dezember 2010                  |
| 4       | 12             | Der Vampir, der mich liebte | 26. Juni 2011        | 11. September 2011   | 9. Februar 2012                   | 15. März 2012                     |
| 5       | 12             | Vampire bevorzugt           | 10. Juni 2012        | 26. August 2012      | 18. November 2012                 | 23. Dezember 2012                 |
| 6       | 10             |                             | 16. Juni 2013        | 18. August 2013      | 7. November 2013                  | 5. Dezember 2013                  |
| 7       | 10             |                             | 22. Juni 2014        | 24. August 2014      | 2. Februar 2015                   | 6. April 2015                     |

## Staffel 1
Die Erstausstrahlung der ersten Staffel war vom 7. September bis zum 23. November 2008 auf dem US-amerikanischen Kabelsender HBO zu sehen. Die deutschsprachige Erstausstrahlung sendete der deutsche Pay-TV-Sender 13th Street vom 11. Mai bis zum 15. Juni 2009.
| Nr. (ges.) | Nr. (St.) | Deutscher Titel            | Originaltitel              | Erstausstrahlung USA | Deutschsprachige Erstausstrahlung (D) |
| --- | --------- | -------------------------- | -------------------------- | -------------------- | ------------------------------------- |
| 1 | 1         | Strange Love               | Strange Love               | 7. Sep. 2008         | 11. Mai 2009                          |
| Sookie arbeitet in einer kleinen Bar namens Merlotte's und ist mit sich und ihrem Leben unzufrieden. Als Bill eintritt, ist sie erstmal erfreut, denn Bill ist der erste Vampir, den sie kennenlernt. Doch zwei andere Gäste schnappen Bill und versuchen, ihm das Blut abzuzapfen. Sookie rettet ihn und so kommen die beiden ins Gespräch. |           |                            |                            |                      |                                       |
| 2 | 2         | Blut geleckt               | The First Taste            | 14. Sep. 2008        | 11. Mai 2009                          |
| Bill rettet Sookie das Leben, indem er sie, nachdem er ihre Angreifer getötet hat, sein Blut trinken lässt, wodurch sie geheilt wird. Dass es dabei auch Nebenwirkungen gibt, wie dass sich all ihre Sinne schärfen, ihre Libido wächst und Bill auf ewig mit ihr verbunden sein wird, erfährt Sookie erst im Nachhinein. Währenddessen wird Jason aus dem Verhör entlassen, nachdem sich herausstellt, dass die Polizei keine Beweise gegen ihn in der Hand hat. Doch was hat es dann mit dem Mord an Maudette auf sich? |           |                            |                            |                      |                                       |
| 3 | 3         | Sie gehört zu mir          | Mine                       | 21. Sep. 2008        | 18. Mai 2009                          |
| Sookie ist deutlich durch das Verhalten von Bills Vampirfreunden verängstigt worden und versucht jeglichen Kontakt mit ihm zu meiden – dies sagt zumindest ihr Kopf, ihr Herz macht es ihr jedoch schwer konsequent zu bleiben. Währenddessen entscheiden sich Tara und Sam dazu, miteinander zu schlafen, unter der Bedingung, dass der Sex keine Folgen für die beiden hat. |           |                            |                            |                      |                                       |
| 4 | 4         | Flucht aus dem Drachenhaus | Escape From Dragon House   | 28. Sep. 2008        | 18. Mai 2009                          |
| Als Sookie und Jason eine Freundin und Kollegin aus der Bar ermordet in ihrer Wohnung auffinden, gerät Jason erneut in den Verdacht der Polizei. Um einer zusätzlichen Strafe zu entgehen, trinkt Jason das gesamte V, das er von Lafayette bekommen hat. Nachdem er nicht den Rat des Kochs befolgt hat, muss er schwer mit den Konsequenzen der Überdosis ringen. Währenddessen besucht Sookie mit Bill die Vampirbar Fangtasia, mit der Absicht mehr über die Morde an Maudette und Dawn zu erfahren, um ihren Bruder zu entlasten, dabei lernt sie den Vampir Eric kennen. |           |                            |                            |                      |                                       |
| 5 | 5         | Funkenflug                 | Sparks Fly Out             | 5. Okt. 2008         | 25. Mai 2009                          |
| Nachdem sie aus Fangtasia geflüchtet sind, ist Sookie erneut verunsichert, da sie sah, wie Bill einen Streifenpolizisten bezirzte. Als dieser dann in der Kirche vor der versammelten Gemeinde für Sookies Großmutter über seine Erlebnisse im Bürgerkrieg referiert, begleitet sie Sam zu dem Ereignis. Der Bürgermeister Bon Temps übergibt dem Vampir ein Foto aus dem Stadtarchiv, welches ihn sowohl an seine Familie als auch an seine Verwandlung zum Untoten erinnert. |           |                            |                            |                      |                                       |
| 6 | 6         | Kalte Erde                 | Cold Ground                | 12. Okt. 2008        | 25. Mai 2009                          |
| Als Sookie ihre ermordete Großmutter in der Küche auffindet, tauchen plötzlich Bill und Sam auf. Während der Trauerfeier fällt es ihr schwer, die Gedanken der anwesenden Gäste abzuschalten, so dass sie erfährt, was die Gemeindemitglieder von ihr, ihrer Familie und ihrer Beziehung zu dem Vampir halten. Nachdem sie eine Valium genommen hat, die ihr Lafayette gab, schläft sie. Bill hat jedoch eine Vision davon, dass die Kellnerin im Schlaf erwürgt wird. Da draußen jedoch immer noch die Sonne scheint, ist er gezwungen untätig abzuwarten, bis die Nacht einbricht. |           |                            |                            |                      |                                       |
| 7 | 7         | Brennende Leidenschaft     | Burning House of Love      | 19. Okt. 2008        | 1. Juni 2009                          |
| Bill und Sookie haben eine Nacht zusammen verbracht. Als Sookie am Morgen zurückkommt, merkt sie, dass Jason versucht, den Schmuck ihrer Großmutter einzusammeln. Währenddessen geraten Tara und Sam wieder aneinander. Und während Jason versucht, in die Vampirbar reinzukommen, spricht sich im Merlotte's rum, dass Sookie mit Bill geschlafen hat. |           |                            |                            |                      |                                       |
| 8 | 8         | Der vierte Mann im Feuer   | The Fourth Man in the Fire | 26. Okt. 2008        | 1. Juni 2009                          |
| Der Exorzismus von Taras Mutter scheint gewirkt zu haben – sie ist aktiv und rührt keinen Tropfen Alkohol mehr an. Sookie ist vollkommen durcheinander, doch dann erfährt sie, dass Bill das Attentat auf das Vampirhaus überlebt hat. Währenddessen verbringen Jason und Amy, die er im Fangtasia kennengelernt hat, viel Zeit miteinander und verlieben sich ineinander. Doch, als ihnen das V ausgeht, versuchen sie alles, um Neues zu bekommen. |           |                            |                            |                      |                                       |
| 9 | 9         | Plaisir D’Amour            | Plaisir D’Amour            | 2. Nov. 2008         | 8. Juni 2009                          |
| Um Sookie zu retten tötet Bill einen anderen Vampir. Bill tut gegenüber Sookie so, als wäre das bedeutungslos, doch er weiß, dass er sich dafür verantworten muss. Währenddessen kümmern sich Jason und Amy um den Vampir Eddie, den sie gekidnappt haben – während Jason von seinem Gewissen geplagt wird, sieht Amy den Vampir nur als bessere Nahrung. Unterdessen überlegt Tara, ob sie ebenfalls einen Exorzismus braucht und Sam ist bereit, diesen zu bezahlen. |           |                            |                            |                      |                                       |
| 10 | 10        | Gefährliches Spiel         | I Don’t Wanna Know         | 9. Nov. 2008         | 8. Juni 2009                          |
| Sookie erfährt, dass Sam ein Gestaltwandler ist und ist sehr enttäuscht, dass er dies nicht vorher verriet. Tara lässt den Exorzismus durchführen und scheint geheilt zu sein. Doch dann merkt sie, dass die Exorzistin nur eine Supermarktverkäuferin ist und bricht vollkommen zusammen. Währenddessen muss sich Bill vor einem Vampirtribunal für den Mord verantworten. |           |                            |                            |                      |                                       |
| 11 | 11        | Begräbnis aus Liebe        | To Love is to Bury         | 16. Nov. 2008        | 15. Juni 2009                         |
| Bill erfüllt die Bedingungen des Vampirtribunals, indem er eine junge Frau (Jessica) in einen Vampir transformiert. Sookie versucht herauszufinden was sich hinter ihren Visionen verbirgt. Amy pfählt Eddie und Jason hilft ihr bei der Beseitigung der Vampirreste. Tara wird wegen Trunkenheit am Steuer eingesperrt und wird von Maryann Forrester, eine Sozialarbeiterin, herausgeholt. Lafayette besucht den Senator auf seiner Wahlkampfveranstaltung um ihm eine unterschwellige Warnung zukommen zu lassen. Sookie findet sich zu Sam hingezogen. Während Jason und Amy ein letztes Mal V nehmen, wird Amy während dieser „Traumphase“ getötet. Daraufhin stellt sich Jason der Polizei. |           |                            |                            |                      |                                       |
| 12 | 12        | Du wirst mein Tod sein     | You’ll Be the Death of Me  | 23. Nov. 2008        | 15. Juni 2009                         |
| Tara ist beeindruckt von Maryann Forrester und lernt den gutaussehenden Eggs kennen. Jason fühlt sich zum Anti-Vampirismus bekehrt. Sookie findet heraus wer der Mörder ist und wird von diesem verfolgt. Bill bekommt dies mit und eilt ihr im Tageslicht zur Hilfe. |           |                            |                            |                      |                                       |

## Staffel 2
Die Erstausstrahlung der zweiten Staffel war vom 14. Juni bis zum 13. September 2009 auf dem US-amerikanischen Kabelsender HBO zu sehen. Die deutschsprachige Erstausstrahlung sendete der deutsche Pay-TV-Sender 13th Street vom 13. Februar bis zum 20. März 2010.
| Nr. (ges.) | Nr. (St.) | Deutscher Titel        | Originaltitel            | Erstausstrahlung USA | Deutschsprachige Erstausstrahlung (D) |
| --- | --------- | ---------------------- | ------------------------ | -------------------- | ------------------------------------- |
| 13 | 1         | Nichts als Blut        | Nothing But the Blood    | 14. Juni 2009        | 13. Feb. 2010                         |
| Im Auto von Andy wird eine Leiche gefunden. Es ist die Frau, die den Exorzismus durchgeführt hat. Bill versucht, Jessica weiter zu erziehen. Als Jessica und Sookie einander kennenlernen, ist Sookie total enttäuscht, dass Bill nichts erzählt hat. Jason beschäftigt sich immer mehr mit der Gemeinschaft der Sonne und lernt die Anführer Steve und Sarah kennen. Diese laden ihn auf ihr Trainingscamp ein und Jason nimmt an. Lafayette wurde entführt und ist bei Eric in Gefangenschaft. Sam trifft wieder auf Maryann und erinnert sich an ihr erstes Treffen vor vielen Jahren. Daphne fängt als neue Kellnerin bei Sam an. Tara und Eggs kommen sich immer näher. |           |                        |                          |                      |                                       |
| 14 | 2         | Die Party geht weiter  | Keep This Party Going    | 21. Juni 2009        | 13. Feb. 2010                         |
| Lafayette wird von Eric befragt und gefoltert, weil er mit V gedealt hat. Er versucht zu fliehen, wird aber aufgehalten und von Eric sowie seinen Kumpanen beinahe ausgesaugt. Jason fährt zu dem Trainingscamp der Gemeinschaft der Sonne und lernt dort die anderen kennen. Er beginnt, sein eigenes Leben zu reflektieren. In dem Camp ist Jason sehr erfolgreich und fällt den Leitern sehr positiv auf. Aber Luke, ein anderer Mitschüler, beginnt, ihm diese Situation zu neiden. Daphne ist zwar jetzt Angestellte von Sam, stellt sich aber absolut ungeschickt an. Maryann besucht die Bar und kurze Zeit später feiern alle Gäste wie verrückt. Als Sookie im Fernsehen von der Familie Jessicas hört, reden die beiden über Verlust. Jessica überredet Sookie, mit ihr bei ihren Eltern vorbeizufahren. Spontan verlässt Jessica den Wagen und dringt in ihr Elternhaus ein. Dort eskaliert die Situation. |           |                        |                          |                      |                                       |
| 15 | 3         | Kratzer                | Scratches                | 28. Juni 2009        | 20. Feb. 2010                         |
| Nach einem Streit mit Bill verlässt Sookie den Wagen und wird von einem mysteriösen Wesen angefallen. Die Heilung ist möglich, aber schmerzhaft. Doch Bill und Eric können sich nicht erklären, was Sookie angegriffen hat. Als Sookie im Fangtasia wieder aufwacht, findet sie dort Lafayette. Um ihn zu befreien, lässt sich Sookie auf einen Deal mit Eric ein. Sie soll für Eric einen Vampir in Dallas suchen, der vermisst wird, damit Eric Lafayette frei lässt. Währenddessen muss sich Jason immer mehr mit seiner Vergangenheit auseinandersetzen. Bei Maryann wird eine Feier gegeben und alle Gäste drehen auf. Als Jessica wach wird und Bill nicht da ist, geht sie ins Merlotte’s. Dort trifft sie auf Hoyt und nimmt ihn mit nach Hause. |           |                        |                          |                      |                                       |
| 16 | 4         | Überraschung           | Shake and Fingerpop      | 12. Juli 2009        | 20. Feb. 2010                         |
| Sam lernt Daphne immer besser kennen und fängt an, sie zu mögen. Jason wird in der Gemeinschaft der Sonne immer beliebter und wird zu einem Soldaten der Sonne ernannt. Dazu kommt Jason in ein elitäres Trainingscamp. Tara zieht bei Sookie ein. Da Tara Geburtstag hat, organisiert Maryann eine Geburtstagsfeier in Sookies Haus. Dort treffen Sam und Maryann wieder aufeinander. Maryann offenbart einen Teil ihrer Macht und sorgt für exzessive Feier. Lafayette ist beinahe am Sterben, da kommt Eric und bietet ihm sein Blut an. Lafayette steigt auf den Deal ein und wird komplett geheilt. Sookie fliegt mit Bill und Jessica nach Dallas wo Sookie beinahe entführt wird. Deswegen reist auch Eric nach Dallas. Als der Zimmerjunge bei Sookie etwas vorbeibringt, merkt sie, dass auch der Zimmerjunge Gedanken lesen kann. |           |                        |                          |                      |                                       |
| 17 | 5         | Verflucht              | Never Let Me Go          | 19. Juli 2009        | 27. Feb. 2010                         |
| Daphne offenbart Sam, dass sie auch ein Gestaltwandler ist. Die zwei schlafen miteinander und werden ein Paar. Als Sookie Barry, den Zimmerjungen, zur Rede stellt, ist dieser abweisend, denn er will keinen Kontakt mit ihr und verabscheut seine Fähigkeiten. Zusammen mit den Vampiren von Dallas entscheiden Eric und Bill, dass Sookie die Gemeinschaft der Sonne infiltrieren soll. Dabei stellt sich raus, dass der verschwundene Vampir Erics Macher ist. Überraschend taucht dann auch noch Bills Macherin Lorena auf. Jason kommt im Trainingscamp an und muss den militärischen, gnadenlosen Drill ertragen. Doch Sarah, die Frau des Anführers, kommt Jason sexuell näher und befriedigt ihn. Lafayette fängt wieder bei Sam an, ist aber völlig verändert. Er ist schweigsam und furchtsam geworden. Maryann und Eggs wollen bei Tara – und damit bei Sookie – einziehen. Als sie ablehnt, lässt Maryann Taras Arbeitstag – natürlich ohne dass Tara das mitbekommt – zur Hölle werden. Völlig frustriert und abgespannt stimmt Tara dem Einzug zu. |           |                        |                          |                      |                                       |
| 18 | 6         | Hartherzige Hannah     | Hard-Hearted Hannah      | 26. Juli 2009        | 27. Feb. 2010                         |
| Lorena will Bill wiederhaben und erinnert sich an ihre alten Zeiten. Ein Vampir schickt seinen Menschen mit Sookie mit, damit sie nicht alleine die Gemeinschaft der Sonne infiltrieren muss. Sookie erfährt zwar, dass Godric, der Vampir, dort ist, aber die beiden werden entdeckt und eingesperrt. Lorena blockiert Bill, so dass er Sookie nicht helfen kann. Hoyt fährt zu Jessica nach Dallas. Lafayette bekommt von Pam, Erics Abkömmling, den Auftrag, wieder V zu verkaufen. Tara und Eggs fahren einkaufen. Dabei erkennt Eggs eine Gegend wieder und sie folgen den Spuren. Daphne lockt Sam an einen Ort, wo eine Orgie stattfindet. Maryann steht mit einer Stiermaske in der Mitte und greift nach einem Messer um Sam zu töten. |           |                        |                          |                      |                                       |
| 19 | 7         | Lass mich frei         | Release Me               | 2. Aug. 2009         | 6. März 2010                          |
| Sam kann entkommen, weil Andy dazwischen tritt. Am nächsten Morgen merken Tara und Eggs, dass sie sich an nichts mehr erinnern können und werden misstrauisch. Die Gemeinschaft der Sonne erfährt, dass Sookie und Jason verwandt sind und wollen Jason töten, da sie nun davon ausgehen, dass auch er mit Vampiren zusammenarbeitet. Lorena blockiert Bill weiterhin und versucht, seine alten Gefühle zu wecken. Hoyt schläft mit Jessica. Daphne klärt Sam über Maryanns Natur auf: Maryann ist eine Mänade – eine Art wilde Energie (z. B. Lust, Zorn, Sex, Gewalt). Danach wird Daphne von Eggs, unter dem Einfluss von Maryann, getötet und die Leiche wird von ihr im Merlotte's versteckt. Im letzten Moment kommt Godric zu Sookie. |           |                        |                          |                      |                                       |
| 20 | 8         | Zeitbombe              | Time Bomb                | 9. Aug. 2009         | 6. März 2010                          |
| Godric will, dass Eric Sookie nach Hause bringt. Doch die beiden werden geschnappt und sollen hingerichtet werden. Auch Bill und Jason dringen in die Kirche ein und wollen Sookie retten. Es ist Godric, der ein Blutvergießen in letzter Sekunde stoppt. Sam wird in seine Bar gelockt und findet dort die Leiche von Daphne. Allerdings wird er dann auch von der Polizei entdeckt und wegen Mordverdacht eingesperrt. Maryann hat Daphnes Herz gekocht und verfüttert es als Soufflee an Tara und Eggs, die daraufhin gewalttätig werden. Eric und Bill streiten über Sookie, Jason und Bill sprechen sich aus. Godric ist wieder als Sheriff aktiv und spricht zur Überraschung vieler lauter Gnadenurteile. Doch dann taucht Luke, ein Soldat der Sonne, auf und ist über und über mit Silber und Sprengstoff behängt. |           |                        |                          |                      |                                       |
| 21 | 9         | Auferstehung           | I Will Rise Up           | 16. Aug. 2009        | 13. März 2010                         |
| Während Menschen und Vampire die Trümmer des Chaos beseitigen, gelingt es Eric durch eine List, dass Sookie von seinem Blut trinkt, ganz zu Bills Schrecken. Wegen der Sicherheitsmängel werden Godrics Führerqualitäten von nun an strenger beobachtet. Doch seine Antwort darauf erstaunt sein Umfeld. Besonders Eric fleht ihn an, von seinem Vorhaben abzusehen. Zur selben Zeit sucht Maryann nach Sam, um das Ritual zu vollenden. Dabei schreckt sie auch nicht vor einem Fluch zurück. |           |                        |                          |                      |                                       |
| 22 | 10        | Neue Welt              | New World In My View     | 23. Aug. 2009        | 13. März 2010                         |
| Sookie, Jason und Bill kehren nach Bon Temps zurück und finden eine ganze Stadt in Aufruhr vor. Jeder Einwohner steht mittlerweile unter Maryanns Bann und ist auf der Suche nach Sam. Um nicht gefunden zu werden, verändert dieser immer wieder seine Gestalt. In Sookies Haus treffen sie auf Maryann. Bill hat zuvor schon unangenehme Erfahrung mit ihr gemacht, doch Sookie scheint eine ungeahnte Kraft zu haben, die selbst Maryann nicht kannte. |           |                        |                          |                      |                                       |
| 23 | 11        | Ekstase                | Frenzy                   | 30. Aug. 2009        | 20. März 2010                         |
| Bill besucht die Vampirkönigin von Louisiana um mehr über Maryanns Schwachpunkte zu erfahren. Sophie-Anne ist nicht besonders an Bills Vorhaben, Maryann zu beseitigen, interessiert, könnte ihm aber eventuell weiterhelfen. In Bon Temps planen diejenigen, die nicht unter Maryanns Fluch stehen, ihren nächsten Schritt. Sam bittet Eric um Hilfe. |           |                        |                          |                      |                                       |
| 24 | 12        | Das Ende des Horizonts | Beyond Here Lies Nothing | 13. Sep. 2009        | 20. März 2010                         |
| Das Chaos in Bon Temps erreicht den Höhepunkt, als Maryann das ultimative Opferritual vorbereitet und Sookie als Brautjungfer der blutigen Hochzeit miteinbezieht. Zur gleichen Zeit erhält Eric von Sophie-Anne den Rat, Bills Neugier einzudämmen. Jason ebnet Andy den heldenhaften Weg ins Verderben. Um Sookie und die Stadt zu retten, bleibt Sam nichts anderes übrig, als sein Leben und sein Vertrauen in die Hände eines sehr unglaubwürdigen Verbündeten zu legen. |           |                        |                          |                      |                                       |

## Staffel 3
Die Erstausstrahlung der dritten Staffel war vom 13. Juni bis zum 12. September 2010 auf dem US-amerikanischen Kabelsender HBO zu sehen. Die deutschsprachige Erstausstrahlung sendete der deutschen Pay-TV-Sender Syfy vom 4. November bis zum 9. Dezember 2010.
| Nr. (ges.) | Nr. (St.) | Deutscher Titel        | Originaltitel                   | Erstausstrahlung USA | Deutschsprachige Erstausstrahlung (D) |
| --- | --------- | ---------------------- | ------------------------------- | -------------------- | ------------------------------------- |
| 25 | 1         | Böses Blut             | Bad Blood                       | 13. Juni 2010        | 4. Nov. 2010                          |
| Sookie wollte gerade Bills Heiratsantrag annehmen, da ist ihr Zukünftiger plötzlich verschwunden. Verzweifelt bittet sie Eric um Hilfe. Jason kriegt die Bilder von seinem tödlichen Schuss auf Eggs nicht aus dem Kopf, während Tara, in tiefer Trauer um ihren Geliebten, auf Rache um dessen Tod sinnt. |           |                        |                                 |                      |                                       |
| 26 | 2         | Schön kaputt           | Beautifully Broken              | 20. Juni 2010        | 4. Nov. 2010                          |
| Sam testet die Stärke seines Familienverbunds. Zeitgleich findet Tara in dem zwielichtigen Vampir Franklin Mott einen Verbündeten. Russel Edgington, der Vampirkönig von Mississippi bastelt in der Zwischenzeit an einem Plan, um seinen Machtanteil zu stärken. |           |                        |                                 |                      |                                       |
| 27 | 3         | Es tut so weh          | It Hurts Me Too                 | 27. Juni 2010        | 11. Nov. 2010                         |
| Auf der Suche nach Bill reist Sookie nach Jackson, Mississippi. An ihrer Seite ist Alcide, ein Werwolf-Bodyguard, den ihr Eric zum Schutz zur Seite gestellt hat. Jason wird unterdessen von seiner Polizei-Abschlussprüfung abgelenkt. Von seinen Visionen der Vergangenheit verfolgt, lässt sich Bill zu einem überraschenden Treueeid hinreißen. |           |                        |                                 |                      |                                       |
| 28 | 4         | Neun Verbrechen        | 9 Crimes                        | 11. Juli 2010        | 11. Nov. 2010                         |
| Sookie begleitet Alcide zu der wilden Verlobungsfeier seiner ehemaligen Verlobten Debbie. Für Eric wird die Zeit knapp: Er wird vor ein Ultimatum gestellt, bis wann er Bill gefunden haben soll. Derweil entführt Franklin Tara auf einen Road Trip. |           |                        |                                 |                      |                                       |
| 29 | 5         | Ärger                  | Trouble                         | 18. Juli 2010        | 18. Nov. 2010                         |
| Da Alcide und Sookie nicht genau wissen, wie man mit Russells Schützlingen umzugehen hat, fragen sie den Alphawolf Packmaster um Rat. Eric bekommt ein Erbstück in die Hände, das ihn an seine frühere Zeit erinnert und seinen Wunsch nach Vergeltung schürt. |           |                        |                                 |                      |                                       |
| 30 | 6         | Trübsal blasen         | I Got a Right to Sing the Blues | 25. Juli 2010        | 18. Nov. 2010                         |
| Sookie hat Angst um Bill, dessen Schicksal allein in Lorenas Händen liegt. Tara legt alles daran, ihre Zuneigung zu Franklin, entfacht durch eine leidenschaftliche Nacht, zu verdrängen. Unterdessen fällt es Tommy, Sams Bruder, sehr schwer, sich von seiner Familie zu trennen. |           |                        |                                 |                      |                                       |
| 31 | 7         | Am Boden der Tatsachen | Hitting the Ground              | 1. Aug. 2010         | 25. Nov. 2010                         |
| Sookie schafft es, Bill zu retten, indem sie Lorena pfählt. Sie lässt ihn von sich trinken und kommt dabei beinahe selbst ums Leben. Sie fällt ins Koma und träumt von einem paradiesischen Garten, in dem sie mit Ihresgleichen lebt. Währenddessen in Bon Temps: Jason möchte mehr über Crystal erfahren und besucht dafür einen Gefangenen. Sam versucht, etwas über die illegalen Hundekämpfe unter den Gestaltwandlern herauszufinden. |           |                        |                                 |                      |                                       |
| 32 | 8         | Nacht auf der Sonne    | Night on the Sun                | 8. Aug. 2010         | 25. Nov. 2010                         |
| Sookie ist wieder zurück aus dem Krankenhaus und der Überzeugung, dass ihre Beziehung zu Bill vorbei sei. Sie erhält eine Nachricht von Eric, der immer noch in Mississippi weilt. Angeblich ist Russell noch immer hinter ihr her und bereits im Anmarsch zu Sookie. Eric hat seinen eigenen Plan, wie er sich an Russell rächen kann. |           |                        |                                 |                      |                                       |
| 33 | 9         | Alles ist zerbrochen   | Everything Is Broken            | 15. Aug. 2010        | 2. Dez. 2010                          |
| Mit der Bestätigung für die Änderung der Vampirrechte, macht Nan Flanagan einen Abstecher ins Fangtasia, um Eric mit dem Verschwinden des Magisters zu konfrontieren. Der von Trauer geplagte Russell schwört seinen Feinden Rache – Menschen wie Vampiren gleichermaßen. Als Bill von einem leichten Schlaf erwacht, enthüllt er Sookies wahre Identität. |           |                        |                                 |                      |                                       |
| 34 | 10        | Verdacht               | I Smell a Rat                   | 22. Aug. 2010        | 2. Dez. 2010                          |
| Bill offenbart Sookie, dass sie magische Fähigkeiten in sich trägt. Sam hat Flashbacks ins Jahr 2003, als er noch ein Juwelendieb war. Arlene fragt Holly wegen ihrer Schwangerschaft um Rat, nachdem sie Terry erzählt hat, dass Rene der Vater ist. Holly entlarvt sich selbst als Wicca. Hoyt beendet die Beziehung zu Summer und wird von Tommy als Hund attackiert. |           |                        |                                 |                      |                                       |
| 35 | 11        | Frisches Blut          | Fresh Blood                     | 29. Aug. 2010        | 9. Dez. 2010                          |
| Bill versucht Sookies Vertrauen zu gewinnen, bringt sie jedoch erneut in Gefahr. Eric ködert unterdessen Russell mit dem ultimativen Traum eines jeden Vampirs. Sam freundet sich immer mehr mit seiner dunklen Seite an und verstimmt jeden in seinem Umfeld außer Tara. In der Zwischenzeit erreicht Hoyts und Jessicas Romanze einen neuen Höhepunkt, während Arlene ihre Zukunft in die Hände einer Göttin legt. Lafayette hat derweilen mit neuen Dämonen zu kämpfen.                                                                        |           |                        |                                 |                      |                                       |
| 36 | 12        | Das Böse geht weiter   | Evil is Going On                | 12. Sep. 2010        | 9. Dez. 2010                          |
| Eric ringt mit seinem Gewissen, während er den perfekten Racheplan gegen Russell schmiedet. Satt von ihren Vampirbekanntschaften stellt sich Sookie ein Leben ohne Bill oder einen anderen Vampir vor. Tara findet unterdessen interessante und überraschende Neuigkeiten über Sam heraus, dessen Rache sich gegen Tommy richtet, der einen Verstoß begangen hat. Geplagt von Visionen wendet sich Lafayette an seinen Freund Jesus und bittet ihn um Rat. Dabei findet er heraus, dass sein Freund weitaus mehr als Kameradschaft zu bieten hat. |           |                        |                                 |                      |                                       |

## Staffel 4
Die Erstausstrahlung der vierten Staffel war vom 26. Juni bis zum 11. September 2011 auf dem US-amerikanischen Kabelsender HBO zu sehen. Die deutschsprachige Erstausstrahlung sendete der deutsche Pay-TV-Sender Syfy vom 9. Februar bis zum 15. März 2012.
| Nr. (ges.) | Nr. (St.) | Deutscher Titel                             | Originaltitel                   | Erstausstrahlung USA | Deutschsprachige Erstausstrahlung (D) |
| --- | --------- | ------------------------------------------- | ------------------------------- | -------------------- | ------------------------------------- |
| 37 | 1         | Sie ist nicht da                            | She’s Not There                 | 26. Juni 2011        | 9. Feb. 2012                          |
| Nach einem Aufenthalt in der Feenwelt kehrt Sookie nach Bon Temps zurück, wo man sie für tot hielt. Sie erfährt, dass ihr Haus verkauft wurde. Jason kümmert sich um die Werpanther von Hotshot und wird von diesen entführt. Bill ist zum König von Louisiana aufgestiegen. Lafayette wird von Jesus in einen Hexenzirkel eingeführt. Tara ist nach New Orleans gezogen, wo sie unter falschem Namen lebt. |           |                                             |                                 |                      |                                       |
| 38 | 2         | Der König von Louisiana                     | You Smell Like Dinner           | 3. Juli 2011         | 9. Feb. 2012                          |
| Sookie erfährt, dass Eric ihr Haus gekauft hat, und bittet Bill um Hilfe. Crystal erklärt Jason, dass er in einen Werpanther verwandelt werden soll. Tara kehrt nach Bon Temps zurück. Mit Lafayette besucht sie den Hexenzirkel. Bill beauftragt Eric, den Hexenzirkel zu sprengen. Die Hexe Marnie verflucht ihn, so dass er sein Gedächtnis verliert. Sam hat die Bekanntschaft der Gestaltwandlerin Luna gemacht und kommt ihr näher. |           |                                             |                                 |                      |                                       |
| 39 | 3         | Wenn du mich liebst, warum sterbe ich dann? | If You Love Me, Why Am I Dyin’? | 10. Juli 2011        | 16. Feb. 2012                         |
| Pam möchte, dass Eric sich vor Bill versteckt. Sookie nimmt ihn bei sich auf. Lafayette will Eric um Vergebung bitten und sucht das Fangtasia auf, trifft dort aber nur Pam an, die verlangt, dass er Marnie zu ihr bringt. Die Werpanther vergewaltigen Jason, um Nachwuchs zu zeugen. Bill beginnt eine sexuelle Beziehung mit Andys Schwester Portia. Die Fee Claudine taucht in Sookies Garten auf und wird von Eric getötet. |           |                                             |                                 |                      |                                       |
| 40 | 4         | Zaubersprüche                               | I’m Alive and on Fire           | 17. Juli 2011        | 16. Feb. 2012                         |
| Eric kann durch Claudines Blut ins Sonnenlicht gehen und verschwindet. Sookie sucht ihn mit Hilfe von Alcide, der inzwischen mit Debbie in Shreveport wohnt. Jesus, Lafayette und Tara überreden Marnie, den Fluch aufzuheben. Der Geist der Hexe Antonia übernimmt aber die Kontrolle über Marnie und verflucht auch Pam. Jason kann schwer verletzt vor den Werpanthern fliehen und wird von Jessica gerettet. Tommy besucht seine Eltern, die ihn gefangen nehmen, um ihn für Hundekämpfe zu benutzen. Bill sucht vergebens nach Eric. |           |                                             |                                 |                      |                                       |
| 41 | 5         | Ich und der Teufel                          | Me and the Devil                | 24. Juli 2011        | 23. Feb. 2012                         |
| Bill bezirzt Portia, um die Beziehung zu ihr zu beenden. Alcide wird von Marcus, dem Anführer des örtlichen Werwolfrudels, besucht. Dieser möchte ihn überreden, dem Rudel beizutreten. Jason fühlt sich zu Jessica hingezogen. Der Geist ihrer Großmutter warnt Sookie vor Marnie und Eric. Trotzdem kommen Sookie und Eric sich näher. Bill nimmt Marnie gefangen und erfährt, dass Eric bei Sookie wohnt. Tommy tötet seine Eltern. Sam hilft ihm, die Leichen verschwinden zu lassen. |           |                                             |                                 |                      |                                       |
| 42 | 6         | Ich wünschte, ich wäre der Mond             | I Wish I was the Moon           | 31. Juli 2011        | 23. Feb. 2012                         |
| Das Haus von Arlene und Terry brennt ab. Ihr Baby Mikey sieht den Geist einer Frau namens Mavis. Lafayette erfährt von Jesus’ Großvater, dass er ein Medium ist. Tommy nimmt die Gestalt von Sam an, feuert Sookie und schläft mit Luna. Jason fürchtet, sich bei Vollmond in einen Werpanther zu verwandeln, was jedoch nicht geschieht. Bill nimmt Eric gefangen und verurteilt ihn zum Tode, begnadigt ihn jedoch. Sookie schläft mit Eric. |           |                                             |                                 |                      |                                       |
| 43 | 7         | Morgengrauen                                | Cold Grey Light of Dawn         | 7. Aug. 2011         | 1. März 2012                          |
| Marnie kann aus der Gefangenschaft fliehen. Bill weiß, dass sie einen Zauber beherrscht, der alle Vampire in der Umgebung dazu bringt, ins Sonnenlicht zu gehen. Er befiehlt seinen Untertanen, Louisiana zu verlassen oder sich tagsüber in Silber zu ketten. Alcide und Debbie treten dem Rudel von Marcus bei. Sam erfährt, was Tommy getan hat, und wirft ihn aus der Wohnung. Lafayette sieht den Geist von Mavis. Marnies Hexenzirkel wirkt den Zauber und tötet einen Vampir. Jessica kann sich von ihren Fesseln befreien und tötet einen Wächter, um in die Sonne zu gehen. |           |                                             |                                 |                      |                                       |
| 44 | 8         | Verzaubert                                  | Spellbound                      | 14. Aug. 2011        | 1. März 2012                          |
| Jason rettet Jessica das Leben. Mavis’ Geist ergreift Besitz von Lafayette und entführt Mikey. Marcus, der Vater von Lunas Tochter, findet Sam bei ihr und bedroht ihn. Jessica trennt sich von Hoyt. Bill, Eric und Sookie versuchen, mit den Hexen zu verhandeln, aber es kommt zu einer Auseinandersetzung, in deren Verlauf Sookie schwer verletzt wird. Alcide taucht auf und rettet sie. |           |                                             |                                 |                      |                                       |
| 45 | 9         | Nichts wie raus                             | Run                             | 21. Aug. 2011        | 8. März 2012                          |
| Jesus hilft Mavis’ Geist dabei, Frieden zu finden. Sam, Luna und ihre Tochter machen Campingurlaub um Marcus’ Zorn zu entgehen. Das „Festival der Toleranz“ in Shreveport soll für ein friedliches Zusammenleben von Menschen und Vampiren werben. Eric steht unter Marnies Kontrolle und veranstaltet dort ein Blutbad. Marcus geht ins Merlottes und hinterlässt eine Nachricht für Sam, dass er ihn treffen möchte. Tommy geht in Gestalt von Sam zu Marcus und wird von ihm und anderen Werwölfen verprügelt. |           |                                             |                                 |                      |                                       |
| 46 | 10        | Spiel mit dem Feuer                         | Burning Down the House          | 28. Aug. 2011        | 8. März 2012                          |
| Tommy möchte nicht ins Krankenhaus und Alcide bringt ihn zu Sam. Die Brüder versöhnen sich und Tommy stirbt. Sam sucht mit Alcide nach Marcus. Dieser ist bei Debbie und kommt ihr näher. Jesus versucht, Marnie von Antonias Geist zu befreien, stellt aber fest, dass Marnie die größere Gefahr ist. Marnie hat einen Schutzzauber um ihr Versteck errichtet, den Tara und Holly zu brechen versuchen. Marnie nimmt Tara, Sookie und Lafayette gefangen. |           |                                             |                                 |                      |                                       |
| 47 | 11        | Brennende Seele                             | Soul of Fire                    | 4. Sep. 2011         | 15. März 2012                         |
| Bill, Eric, Pam und Jessica wollen Marnies Versteck in die Luft jagen, lassen von diesem Vorhaben jedoch ab, als sie erfahren, dass Sookie gefangengehalten wird. Antonias Geist will Marnie verlassen, wird von ihr aber mit einem Zauber gebunden. Jesus und Lafayette können den Zauber lösen. Die Vampire töten daraufhin Marnie. Sam und Alcide treffen auf Luna, die ebenfalls nach Marcus sucht, der ihre Tochter entführt hat. Sie finden ihn bei Debbie und Sam verprügelt ihn. Als Marcus versucht, Sam zu erschießen, tötet Alcide ihn. Alcide trennt sich von Debbie. |           |                                             |                                 |                      |                                       |
| 48 | 12        | Zeit der Entscheidung                       | And When I Die                  | 11. Sep. 2011        | 15. März 2012                         |
| Jason gesteht Hoyt, dass er mit Jessica geschlafen hat, und wird von diesem verprügelt. Marnies Geist ergreift Besitz von Lafayette, tötet Jesus und nimmt Bill und Eric gefangen. Holly und Tara wirken einen Zauber, der die Geister der Toten erscheinen lässt. Die Geister von Antonia und Sookies Großmutter überzeugen Marnie, ihnen ins Jenseits zu folgen. Alcide findet heraus, dass Russell Edgington aus seinem Gefängnis entkommen ist. Steve Newlin ist zum Vampir geworden und steht vor Jasons Haustür. Debbie greift Sookie an, verletzt Tara schwer und wird schließlich erschossen. Nan Flanagan versucht, Bill und Eric zu einem Aufstand gegen die Autorität zu überreden, und wird von diesen gepfählt. |           |                                             |                                 |                      |                                       |

## Staffel 5
Die Erstausstrahlung der fünften Staffel war vom 10. Juni bis zum 26. August 2012 auf dem US-amerikanischen Kabelsender HBO zu sehen. Die deutschsprachige Erstausstrahlung sendete der deutsche Pay-TV-Sender Syfy vom 18. November bis zum 23. Dezember 2012.
| Nr. (ges.) | Nr. (St.) | Deutscher Titel             | Originaltitel                     | Erstausstrahlung USA | Deutschsprachige Erstausstrahlung (D) |
| --- | --------- | --------------------------- | --------------------------------- | -------------------- | ------------------------------------- |
| 49 | 1         | Zeit der Veränderung        | Turn! Turn! Turn!                 | 10. Juni 2012        | 18. Nov. 2012                         |
| Sookie und Lafayette haben mit den Folgen der Schießerei in Sookies Haus zu kämpfen, während sich Bill und Eric mit der Vampirautorität auseinandersetzen müssen, zu der auch Nora, eine Person aus Erics Vergangenheit, gehört. Sam wird unterdessen von Marcus’ Rudel verfolgt, Jason steht dem zum Vampir gewordenen Steve Newlin gegenüber und Jessica nutzt Bills Abwesenheit, um mit einigen College-Kids zu feiern. Terrys Posttraumatische Störung flammt durch seinen ehemaligen Kameraden Patrick Devins wieder auf und Alcide warnt Sookie vor Russell Edgington. |           |                             |                                   |                      |                                       |
| 50 | 2         | Autorität gewinnt immer     | Authority Always Wins             | 17. Juni 2012        | 18. Nov. 2012                         |
| Im Hauptquartier der Vampirautorität in New Orleans treffen Bill und Eric auf die führenden Köpfe und machen Bekanntschaft mit den besonderen Verhörmethoden der Autorität. Unterdessen erinnert sich Pam an ihr menschliches Leben als Chefin eines Bordells in San Francisco und an ihre erste Begegnung mit Eric zurück. Marcus’ Mutter Martha taucht auf, um ihre Enkelin zu sehen, was Probleme zwischen Luna und Sam aufwirft. Arlene versucht, Terrys merkwürdigem Verhalten auf den Grund zu gehen, und Steve macht Jessica ein Angebot.                             |           |                             |                                   |                      |                                       |
| 51 | 3         | Sein und Werden             | Whatever I Am, You Made Me        | 24. Juni 2012        | 25. Nov. 2012                         |
| Bill und Eric feilschen mit der Vampirautorität um ihr Leben, während sich Sookie ins Fangtasia begibt, um Pam um Hilfe zu bitten. Diese ist immer noch mit den Erinnerungen an ihre Vergangenheit beschäftigt. Andy erhält Besuch von Gordon und Barbara Pelt, die nach ihrer Tochter Debbie suchen, und Jason trifft auf eine Person aus seiner Schulzeit. |           |                             |                                   |                      |                                       |
| 52 | 4         | Wir treffen uns wieder      | We’ll Meet Again                  | 1. Juli 2012         | 25. Nov. 2012                         |
| Bill und Eric haben Zweifel daran, dass sie die Suche nach Russell überleben werden, während Lafayette unabsichtlich Sookies Leben gefährdet. Roman und Salome verhören unterdessen Nora weiter, um mehr über die Sanguinista-Bewegung und weitere potentielle Verräter innerhalb der Autorität zu erfahren. Pam zwingt Tara derweil, sich anzupassen, Jason und Andy besuchen eine außergewöhnliche Party und Terry erinnert sich an eine Nacht im Irak zurück. |           |                             |                                   |                      |                                       |
| 53 | 5         | Die Party geht weiter       | Let’s Boot and Rally              | 8. Juli 2012         | 2. Dez. 2012                          |
| Bill und Eric wenden sich an Sookie, um Hinweise auf Russells Versteck zu bekommen. Jason hat derweil einen beunruhigenden Traum und Lafayette fleht Jesus’ Geist um Hilfe an, um mit dem Dämon in seinem Inneren fertigzuwerden. Terry und Patrick werden unterdessen von ihrem ehemaligen Militärkameraden Brian Eller gefangen gehalten, Jessica sucht den Kontakt zu Tara und Sam hat tragische Nachrichten für Luna. |           |                             |                                   |                      |                                       |
| 54 | 6         | Hoffnungslos                | Hopeless                          | 15. Juli 2012        | 2. Dez. 2012                          |
| Sookie quälen düstere Vorahnungen, Pam erkennt Taras kämpferische Fähigkeiten und Lafayette besucht seine Mutter, die beunruhigende Nachrichten von Jesus erhalten hat. Terry fürchtet unterdessen um die Sicherheit seiner Familie, Alcide fordert J.D. heraus, Sam bietet Andy Hilfe bei dessen Ermittlungen an und Roman eröffnet seine Pläne bezüglich Russell. |           |                             |                                   |                      |                                       |
| 55 | 7         | Am Anfang                   | In the Beginning                  | 22. Juli 2012        | 9. Dez. 2012                          |
| Salome zeigt ihre wahre Loyalität, während Sookie sich ihrer menschlichen Seite zuwendet. Sam sucht unterdessen nach den Angreifern, Alcide rüstet sich für einen Kampf und Lafayette reist nach Mexiko. |           |                             |                                   |                      |                                       |
| 56 | 8         | Alte Bekannte               | Somebody That I Used to Know      | 29. Juli 2012        | 9. Dez. 2012                          |
| Die Autorität wendet sich in eine neue Richtung, während Sookie und Jason den Ort besuchen, an dem ihre Eltern starben. Für Jessica und Hoyt kommt es zu einem Wiedersehen unter dramatischen Bedingungen und Lafayette soll Terry und Patrick helfen. |           |                             |                                   |                      |                                       |
| 57 | 9         | Kampf um die Weltherrschaft | Everybody Wants to Rule the World | 5. Aug. 2012         | 16. Dez. 2012                         |
| In der Vampirwelt bricht der heilige Krieg aus. Unterdessen bringen Fanatiker, die gegen alles Übernatürliche sind, Sookies Leben in Gefahr, während es zwischen Terry und Patrick zur Entscheidung kommt und Alcide seine Heimatstadt besucht. |           |                             |                                   |                      |                                       |
| 58 | 10        | Verbraucht und verloren     | Gone, Gone, Gone                  | 12. Aug. 2012        | 16. Dez. 2012                         |
| Nora versucht Eric zu bekehren, Jason findet eine mysteriöse Schriftrolle und Sam und Luna suchen nach Emma. Elijah, der neue Vampirsheriff des fünften Bereichs und somit Erics Nachfolger, drängt derweil Pam und Tara dazu, der neuen Richtung der Autorität zu folgen. |           |                             |                                   |                      |                                       |
| 59 | 11        | Sonnenuntergang             | Sunset                            | 19. Aug. 2012        | 23. Dez. 2012                         |
| Der immer tiefer in den religiösen Wahn driftende Bill gibt Jessica einen Befehl, den sie nicht befolgen will. Das Militär stellt der Autorität derweil ein Ultimatum und Sookie trifft auf eine Elfe, die mehr über ein Geheimnis der Familie Stackhouse wissen könnte. |           |                             |                                   |                      |                                       |
| 60 | 12        | Rette sich wer kann         | Save Yourself                     | 26. Aug. 2012        | 23. Dez. 2012                         |
| Eric läutet eine letzte, verzweifelte Mission ein, um die Autorität zu stürzen und Bill davor zu bewahren, seine Menschlichkeit zu verlieren. Andy sieht sich mit den Folgen seines Schwurs konfrontiert, Alcide stellt sich einem zweiten Showdown mit J.D. und Sam und Luna gehen an ihre Grenzen, um der Autorität zu entkommen. |           |                             |                                   |                      |                                       |

## Staffel 6
Die Erstausstrahlung der sechsten Staffel war vom 16. Juni bis zum 18. August 2013 auf dem US-amerikanischen Kabelsender HBO zu sehen. Die deutschsprachige Erstausstrahlung sendete der deutsche Pay-TV-Sender Syfy vom 7. November bis zum 5. Dezember 2013.
| Nr. (ges.) | Nr. (St.) | Deutscher Titel   | Originaltitel        | Erstausstrahlung USA | Deutschsprachige Erstausstrahlung (D) |
| ---------- | --------- | ----------------- | -------------------- | -------------------- | ------------------------------------- |
| 61         | 1         | Wiedergeburt      | Who Are You, Really? | 16. Juni 2013        | 7. Nov. 2013                          |
| 62         | 2         | Die Sonne         | The Sun              | 23. Juni 2013        | 7. Nov. 2013                          |
| 63         | 3         | Blutspende        | You’re No Good       | 30. Juni 2013        | 14. Nov. 2013                         |
| 64         | 4         | Zu guter Letzt    | At Last              | 7. Juli 2013         | 14. Nov. 2013                         |
| 65         | 5         | Der Wille Gottes  | Fuck the Pain Away   | 14. Juli 2013        | 21. Nov. 2013                         |
| 66         | 6         | Hepatitis V       | Don’t You Feel Me    | 21. Juli 2013        | 21. Nov. 2013                         |
| 67         | 7         | Am Abend          | In the Evening       | 28. Juli 2013        | 28. Nov. 2013                         |
| 68         | 8         | Wahlmöglichkeiten | Dead Meat            | 4. Aug. 2013         | 28. Nov. 2013                         |
| 69         | 9         | Lebensqualität    | Life Matters         | 11. Aug. 2013        | 5. Dez. 2013                          |
| 70         | 10        | Radioaktiv        | Radioactive          | 18. Aug. 2013        | 5. Dez. 2013                          |

## Staffel 7
Die Erstausstrahlung der siebten Staffel war vom 22. Juni bis zum 24. August 2014 auf dem US-amerikanischen Kabelsender HBO zu sehen. Die deutschsprachige Erstausstrahlung sendete der deutsche Pay-TV-Sender Syfy vom 2. Februar bis zum 6. April 2015.
| Nr. (ges.) | Nr. (St.) | Deutscher Titel               | Originaltitel                 | Erstausstrahlung USA | Deutschsprachige Erstausstrahlung (D) | Regie           | Drehbuch        |
| ---------- | --------- | ----------------------------- | ----------------------------- | -------------------- | ------------------------------------- | --------------- | --------------- |
| 71         | 1         | Angriff der H-Vampire         | Jesus Gonna Be Here           | 22. Juni 2014        | 2. Feb. 2015                          | Stephen Moyer   | Angela Robinson |
| 72         | 2         | Besuch in Saint Alice         | I Found You                   | 29. Juni 2014        | 9. Feb. 2015                          | Howard Deutch   | Kate Barnow     |
| 73         | 3         | Ein gefährlicher Plan         | Fire in the Hole              | 6. Juli 2014         | 16. Feb. 2015                         | Lee Rose        | Brian Buckner   |
| 74         | 4         | Gute Zeiten, schlechte Zeiten | Death is Not the End          | 13. Juli 2014        | 23. Feb. 2015                         | Gregg Fienberg  | Daniel Kenneth  |
| 75         | 5         | Party in Bon Temps            | Lost Cause                    | 20. Juli 2014        | 2. März 2015                          | Howard Deutch   | Craig Chester   |
| 76         | 6         | Karma                         | Karma                         | 27. Juli 2014        | 9. März 2015                          | Angela Robinson | Angela Robinson |
| 77         | 7         | Dämonen der Vergangenheit     | One Last Time                 | 3. Aug. 2014         | 16. März 2015                         | Simon Jayes     | Craig Chester   |
| 78         | 8         | Chance auf Heilung            | Getting Closer… To the Ground | 10. Aug. 2014        | 23. März 2015                         | Jesse Warn      | Kate Barnow     |
| 79         | 9         | Lieben und Sterben            | Love is to Die                | 17. Aug. 2014        | 30. März 2015                         | Howard Deutch   | Brian Buckner   |
| 80         | 10        | Thank You                     | Thank You                     | 24. Aug. 2014        | 6. Apr. 2015                          | Scott Winant    | Brian Buckner   |